# Albert Kutekala Kaawa
Pour les articles homonymes, voir Kawa.
 (mars 2011).
 (juillet 2009).
Albert Kutekala Kaawa est un homme politique congolais. Économiste diplômé de l'Université de Kinshasa, il a travaillé à la Banque centrale du Congo dont il fut le directeur de l'Hôtel des monnaies avant de devenir député au parlement de transition de 2003 à 2006.
Depuis les élections législatives de 2007, il a été élu député de la circonscription électorale de Kasongo-Lunda, dans le Kwango, et est président de la commission économique et financière de l'Assemblée nationale.